# Ferrari 312T2
Der Ferrari 312T2 war ein Formel-1-Rennwagen, den die Scuderia Ferrari von 1976 bis 1978 in der Formel-1-Weltmeisterschaft einsetzte.

## Renngeschichte
Das Reglement der Formel 1 wurde für die Saison 1976 von der FIA geändert. Da die ersten drei Rennen von Januar bis März in Brasilien, Südafrika und den USA stattfanden, wohin die Teams üblicherweise die Vorjahreswagen verschifften, wurden die Änderungen erst ab dem Großen Preis von Spanien Anfang Mai wirksam. Das Weltmeister-Auto von 1975, der Ferrari 312T, wurde angepasst und als 312T2 eingesetzt.
Die Rennwagen verloren ihre mächtigen Lufthutzen über dem Cockpit und bekamen größere Cockpitöffnungen. Aufhängungen, Getriebe und der flache 12-Zylinder-Motor wurden völlig überarbeitet. Ferrari experimentierte bei den Testfahrten mit einer De-Dion-Hinterradaufhängung, die im Rennen aber nicht zum Einsatz kam.
Der 312T2 war der Spitzenwagen der Saison 1976 und Niki Lauda hatte einen beruhigenden Vorsprung in der Fahrerweltmeisterschaft, bevor er beim Großen Preis von Deutschland auf dem Nürburgring seinen lebensbedrohenden Unfall erlitt. Die Unfallursache konnte nie restlos geklärt werden. Als Ersatzmann für Lauda kam der Argentinier Carlos Reutemann ins Team, da Ferrari von der Genesung des Österreichers nicht überzeugt war. Aber schon 42 Tage nach seinem Unfall startete Lauda beim Großen Preis von Italien und wurde Vierter. Die Fahrerweltmeisterschaft verlor Lauda, weil er beim letzten Rennen in Japan im strömenden Regen aufgab. Der Konstrukteurspokal war der Scuderia aber nicht zu nehmen.
1977 trat die Scuderia mit dem fast unveränderten 312T2 und der Fahrerpaarung Lauda/Reutemann in der Weltmeisterschaft an. Lauda wurde mit dem 312T2 zum zweiten Mal in seiner Karriere Formel-1-Weltmeister.
Der 312T2 wurde auch noch im Januar 1978 bei den beiden ersten Grand-Prix-Rennen der Saison 1978 in Südamerika eingesetzt. Reutemann gewann den Großen Preis von Brasilien, das letzte Rennen des 312T2, der danach durch den Ferrari 312T3 ersetzt wurde.

## Galerie

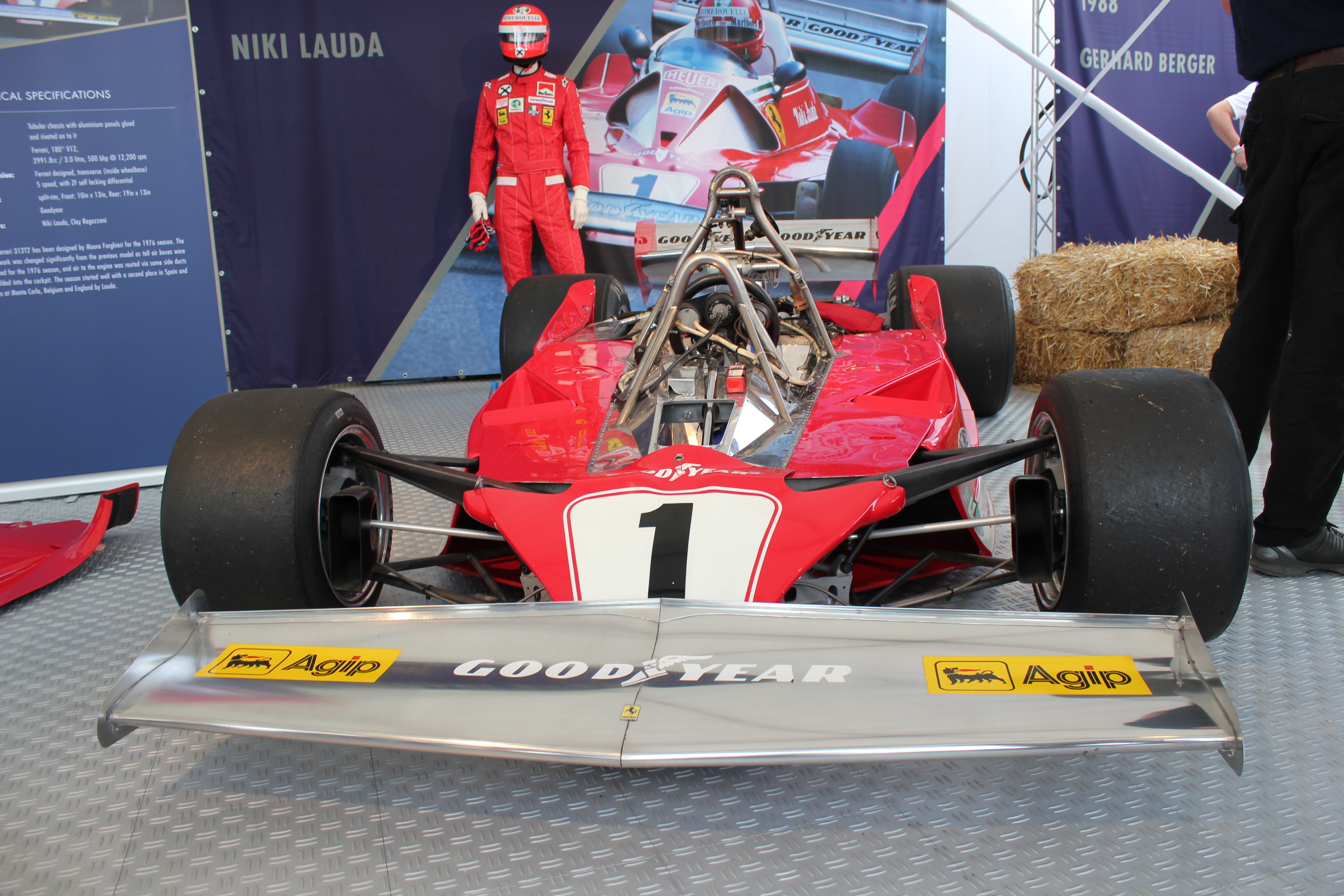
Der Frontflügel eines Ferrari 312T2 (mit entfernter Verkleidung)
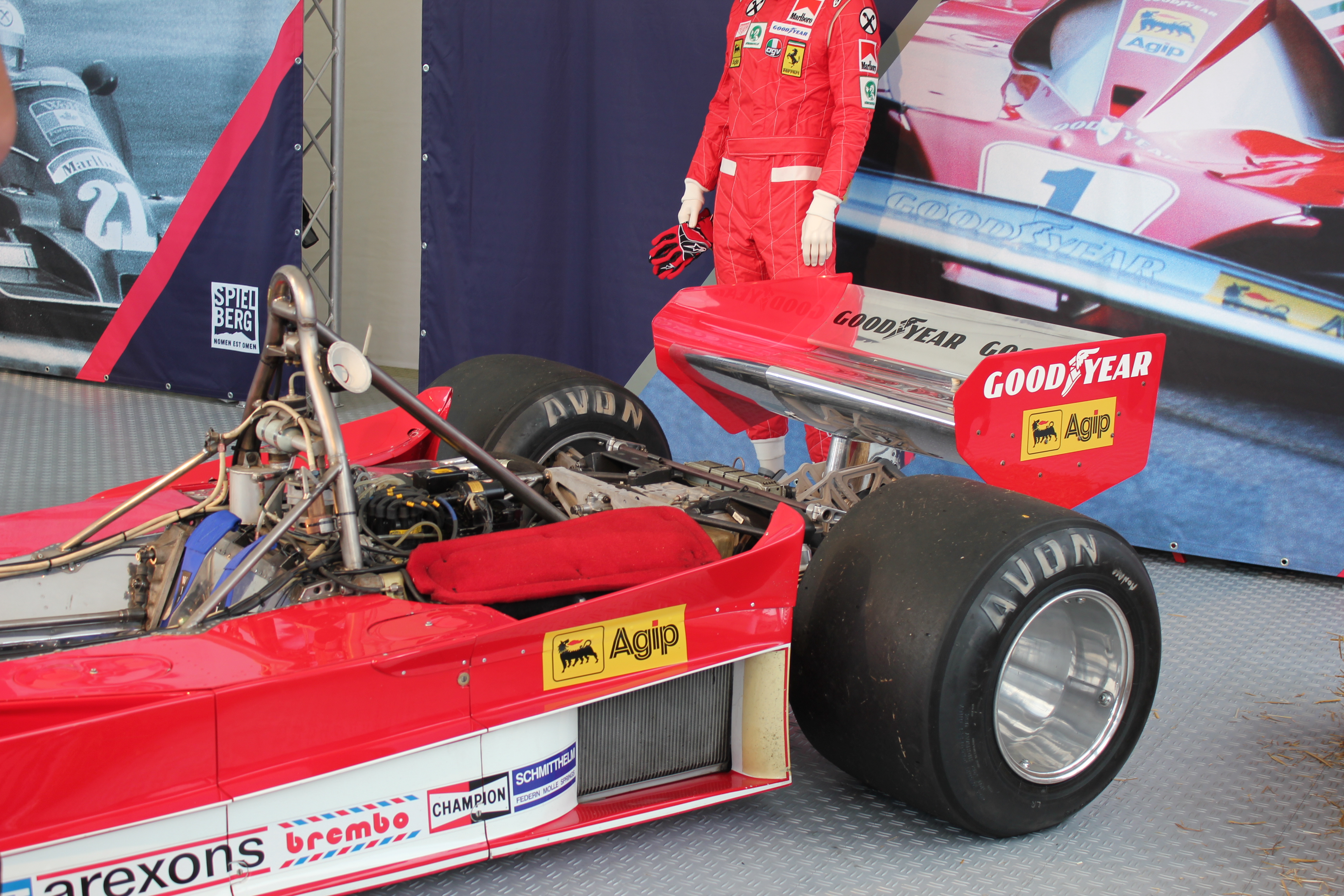
Heck und Motor (mit entfernter Verkleidung)
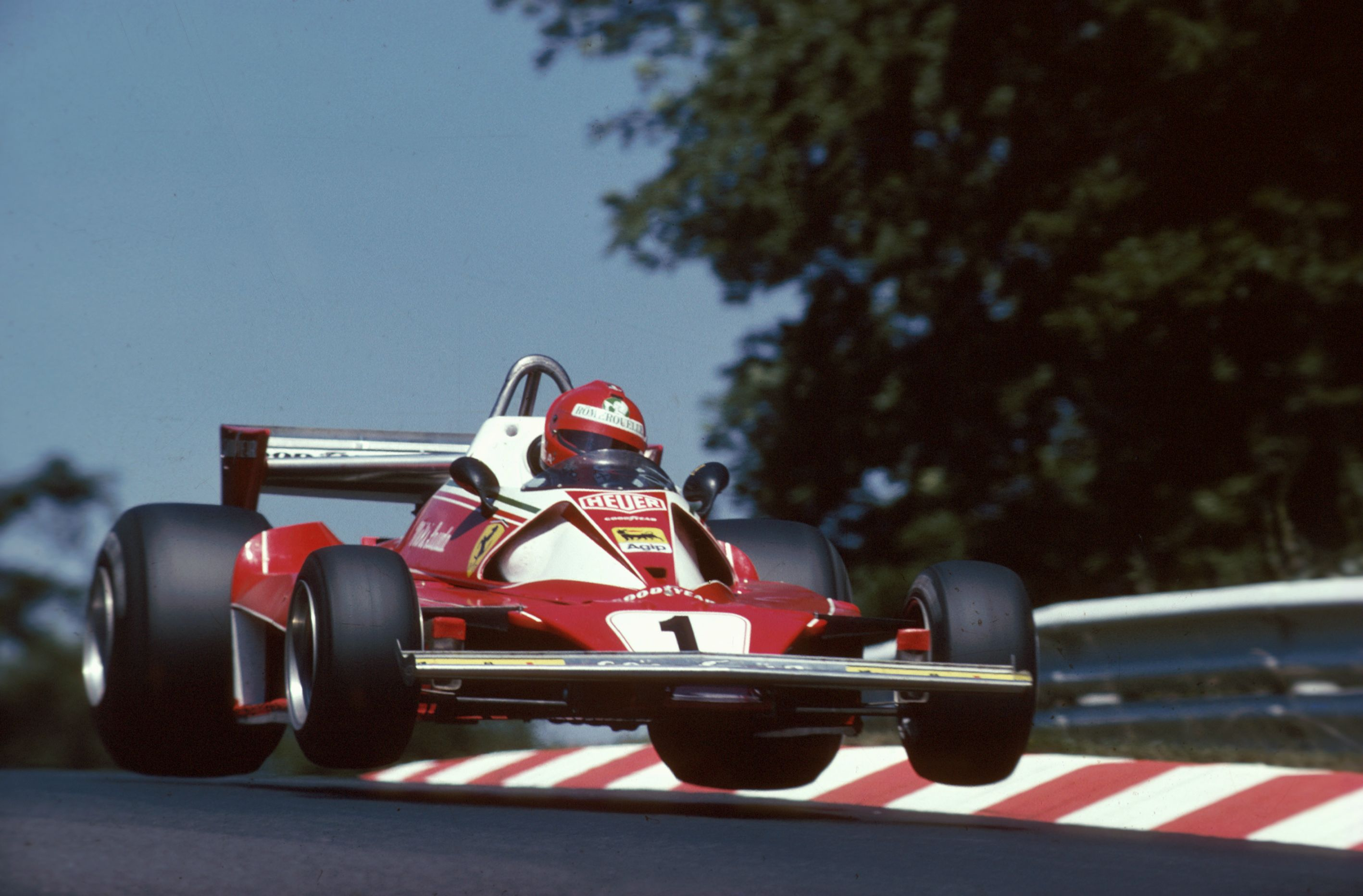
Niki Lauda
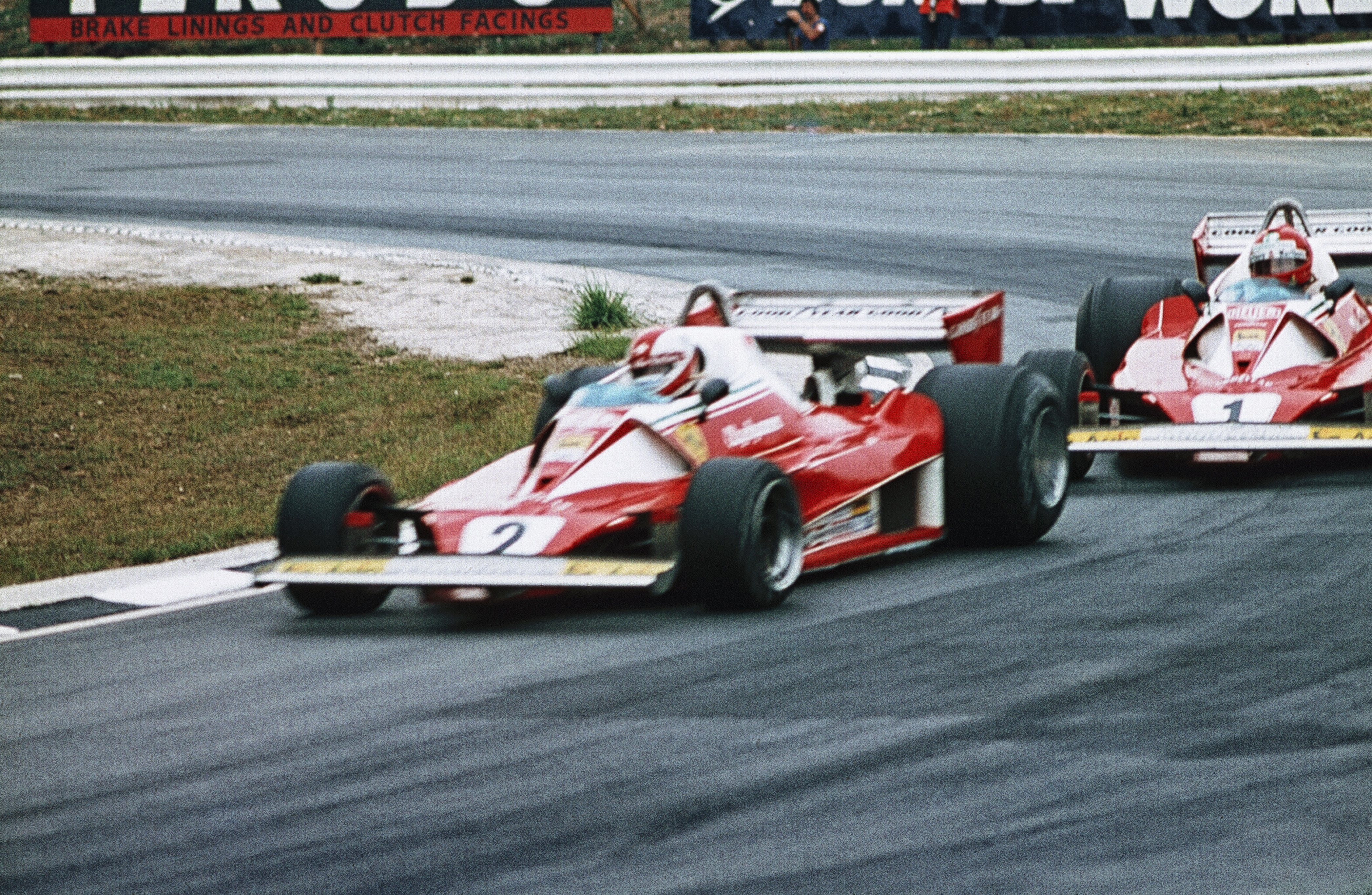
Clay Regazzoni und Niki Lauda beim „Race of Champions“, Brands Hatch (1976)
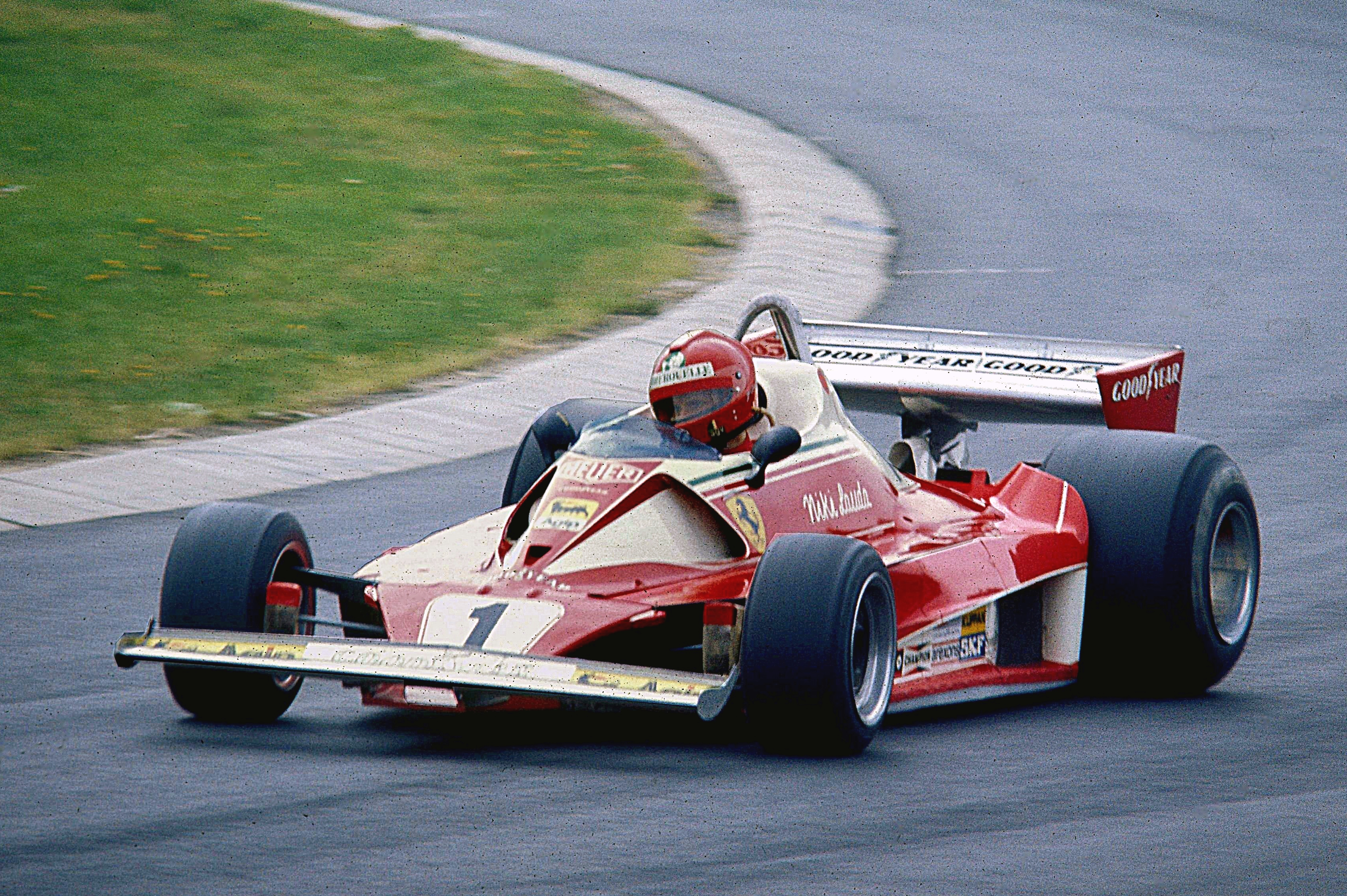
Niki Lauda im Ferrari 312T2, beim Training zum Großen Preis von Deutschland 1976, einen Tag vor seinem folgenschweren Unfall
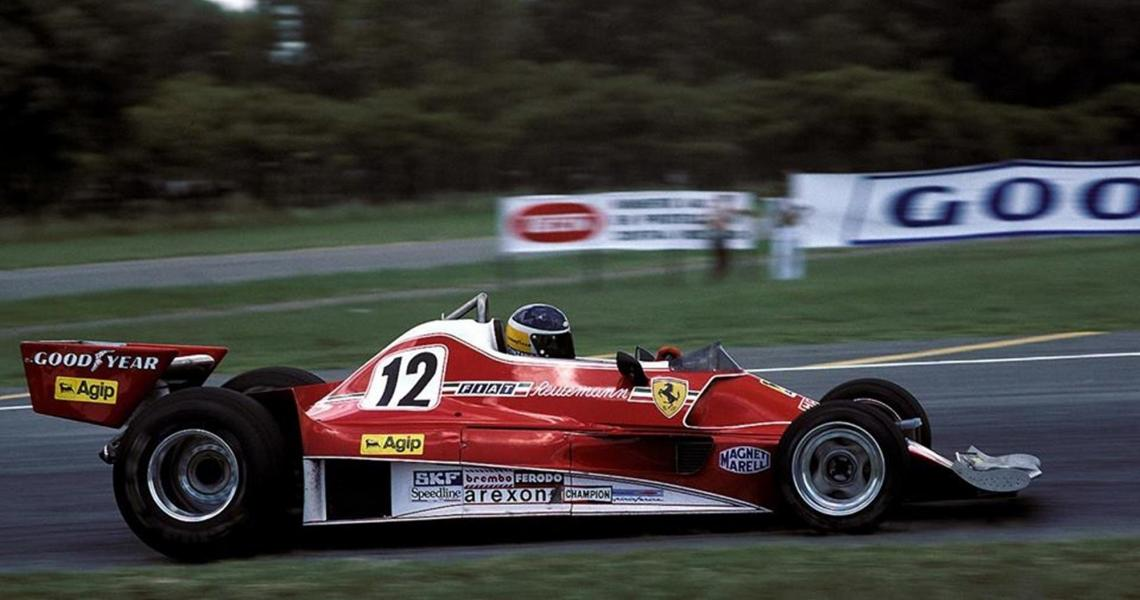
Carlos Reutemann beim GP von Argentinien 1977

## Ergebnisse
| Fahrer               | Nr.                  | 1   | 2   | 3 | 4   | 5   | 6   | 7   | 8   | 9   | 10  | 11  | 12  | 13 | 14  | 15 | 16  | 17  | Punkte | Rang |
| -------------------- | -------------------- | --- | --- | - | --- | --- | --- | --- | --- | --- | --- | --- | --- | -- | --- | -- | --- | --- | ------ | ---- |
| Formel-1-Saison 1976 | Formel-1-Saison 1976 |     |     |   |     |     |     |     |     |     |     |     |     |    |     |    |     |     | 83     | 1.   |
| N. Lauda             | 01                   |     |     |   | 2   | 1   | 1   | 3   | DNF | 1   | DNF | INJ | INJ | 4  | 8   | 3  | DNF |     | 83     | 1.   |
| C. Regazzoni         | 02                   |     |     |   | 11  | 2   | 14* | 6   | DNF | DNF | 9   |     | 2   | 2  | 6   | 7  | 5   |     | 83     | 1.   |
| C. Reutemann         | 35                   |     |     |   |     |     |     |     |     |     |     |     |     | 9  |     |    |     |     | 83     | 1.   |
| Formel-1-Saison 1977 | Formel-1-Saison 1977 |     |     |   |     |     |     |     |     |     |     |     |     |    |     |    |     |     | 95     | 1.   |
| N. Lauda             | 11                   | DNF | 3   | 1 | 2   | DNS | 2   | 2   | DNF | 5   | 2   | 1   | 2   | 1  | 2   | 4  |     |     | 95     | 1.   |
| G. Villeneuve        | 11                   |     |     |   |     |     |     |     |     |     |     |     |     |    |     |    |     | DNF | 95     | 1.   |
| C. Reutemann         | 12                   | 3   | 1   | 8 | DNF | 2   | 3   | DNF | 3   | 6   | 15  | 4   | 4   | 6  | DNF | 6  | DNF | 2   | 95     | 1.   |
| G. Villeneuve        | 21                   |     |     |   |     |     |     |     |     |     |     |     |     |    |     |    | 12  |     | 95     | 1.   |
| Formel-1-Saison 1978 | Formel-1-Saison 1978 |     |     |   |     |     |     |     |     |     |     |     |     |    |     |    |     |     | 9 1    | 3. 1 |
| C. Reutemann         | 11                   | 7   | 1   |   |     |     |     |     |     |     |     |     |     |    |     |    |     |     | 9 1    | 3. 1 |
| G. Villeneuve        | 12                   | 8   | DNF |   |     |     |     |     |     |     |     |     |     |    |     |    |     |     | 9 1    | 3. 1 |

| Legende  | Legende            | Legende                                                          |
| Farbe    | Abkürzung          | Bedeutung                                                        |
| -------- | ------------------ | ---------------------------------------------------------------- |
| Gold     | –                  | Sieg                                                             |
| Silber   | –                  | 2. Platz                                                         |
| Bronze   | –                  | 3. Platz                                                         |
| Grün     | –                  | Platzierung in den Punkten                                       |
| Blau     | –                  | Klassifiziert außerhalb der Punkteränge                          |
| Violett  | DNF                | Rennen nicht beendet (did not finish)                            |
| Violett  | NC                 | nicht klassifiziert (not classified)                             |
| Rot      | DNQ                | nicht qualifiziert (did not qualify)                             |
| Rot      | DNPQ               | in Vorqualifikation gescheitert (did not pre-qualify)            |
| Schwarz  | DSQ                | disqualifiziert (disqualified)                                   |
| Weiß     | DNS                | nicht am Start (did not start)                                   |
| Weiß     | WD                 | zurückgezogen (withdrawn)                                        |
| Hellblau | PO                 | nur am Training teilgenommen (practiced only)                    |
| Hellblau | TD                 | Freitags-Testfahrer (test driver)                                |
| ohne     | DNP                | nicht am Training teilgenommen (did not practice)                |
| ohne     | INJ                | verletzt oder krank (injured)                                    |
| ohne     | EX                 | ausgeschlossen (excluded)                                        |
| ohne     | DNA                | nicht erschienen (did not arrive)                                |
| ohne     | C                  | Rennen abgesagt (cancelled)                                      |
| ohne     | keine WM-Teilnahme |                                                                  |
| sonstige | P/fett             | Pole-Position                                                    |
| sonstige | 1/2/3/4/5/6/7/8    | Punktplatzierung im Sprint-/Qualifikationsrennen                 |
| sonstige | SR/kursiv          | Schnellste Rennrunde                                             |
| sonstige | *                  | nicht im Ziel, aufgrund der zurückgelegten Distanz aber gewertet |
| sonstige | ()                 | Streichresultate                                                 |
| sonstige | unterstrichen      | Führender in der Gesamtwertung                                   |

## Technik
| 312T2                                         | Technische Daten                          |
| --------------------------------------------- | ----------------------------------------- |
| Motor                                         | Ferrari-12-Zylinder (180° V)              |
| Bohrung × Hub                                 | 80 × 49,6 mm                              |
| Hubraum                                       | 2993 cm³                                  |
| Leistung                                      | 368 kW (500 PS) bei 12.200/min            |
| Max. Drehmoment                               | 320 Nm bei 9000–9500/min                  |
| Gemischaufbereitung                           | Lucas-Einspritzung                        |
| Schmierung                                    | Trockensumpf                              |
| Getriebe                                      | Ferrari-Fünfganggetriebe (60–80 % Sperre) |
| Radstand                                      | 2560 mm                                   |
| Spurweite vorn                                | 1405–1600 mm                              |
| Spurweite hinten                              | 1430–1600 mm                              |
| Länge × Breite × Höhe                         | 4316 × 2110 × 990 mm                      |
| Leergewicht (ohne Fahrer und mit leerem Tank) | 575 kg                                    |
| Höchstgeschwindigkeit                         | ca. 280 km/h                              |